# Cảm biến

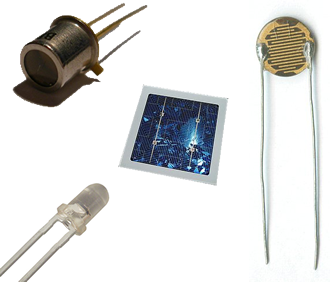
Các loại cảm biến ánh sáng.

Bộ cảm biến là thiết bị điện tử cảm nhận những trạng thái hay quá trình vật lý, hóa học hay sinh học của môi trường cần khảo sát, và biến đổi thành tín hiệu điện để thu thập thông tin về trạng thái hay quá trình đó.
Theo định nghĩa rộng, cảm biến là một thiết bị, mô-đun, máy móc hoặc hệ thống nhằm phát hiện các sự kiện hoặc thay đổi trong môi trường và chuyển đổi chúng thành tín hiệu có thể được sử dụng để gửi thông tin tới các thiết bị điện tử khác, thường là một bộ xử lý máy tính.
Cảm biến có sử dụng rất phổ biến trong cuộc sống hàng ngày, ví dụ như các nút cảm ứng trên thang máy (cảm biến tiếp xúc) và đèn tự tắt hoặc tự sáng khi chạm vào cơ sở, và được ứng dụng trong vô số các lĩnh vực mà đa số mọi người không hề nhận biết. Nhờ sự phát triển trong lĩnh vực cơ khí vi mạch và nền tảng vi điều khiển dễ sử dụng, việc sử dụng cảm biến đã mở rộng ra ngoài các lĩnh vực truyền thống như đo nhiệt độ, áp suất và đo lưu lượng, ví dụ như cảm biến MARG trong hệ thống định vị và định hướng tư thế.
Cảm biến biến trở và cảm biến trở lực vẫn được sử dụng rộng rãi trong nhiều lĩnh vực khác nhau. Chúng có ứng dụng trong sản xuất và máy móc, hàng không và không gian, ô tô, y tế, robot và nhiều khía cạnh khác của cuộc sống hàng ngày. Ngoài ra, còn có rất nhiều loại cảm biến khác để đo lường các thuộc tính hóa học và vật lý của các vật liệu, bao gồm cả cảm biến quang học để đo chỉ số khúc xạ, cảm biến rung để đo độ nhớt của chất lỏng và cảm biến điện hóa để giám sát độ pH của các chất lỏng.
Độ nhạy của một cảm biến cho biết tín hiệu đầu ra thay đổi như thế nào khi giá trị đầu vào mà nó đo thay đổi. Ví dụ, nếu một nhiệt kế chứa thủy ngân di chuyển 1 cm khi nhiệt độ thay đổi 1 °C, thì độ nhạy của nó là 1 cm/°C (được tính dựa trên đường cong đơn giản). Một số cảm biến có thể ảnh hưởng đến đối tượng mà chúng đo; ví dụ, một nhiệt kế nhiệt độ phòng khi được đặt trong một cốc chứa nước nóng sẽ làm lạnh chất lỏng trong khi chất lỏng làm nhiệt kế nóng lên. Thông thường, cảm biến được thiết kế để có tác động nhỏ đến đối tượng đo; việc làm cho kích thước cảm biến nhỏ hơn thường cải thiện tính chất này và có thể mang lại những lợi ích khác.
Công nghệ tiên tiến cho phép sản xuất ngày càng nhiều cảm biến trên một tỷ lệ nhỏ hơn bằng cách sử dụng công nghệ vi cơ điện tử vi mạch (MEMS). Thông thường, cảm biến vi nhỏ có thời gian đo nhanh hơn đáng kể và độ nhạy cao hơn so với cảm biến vi lớn hơn. Với nhu cầu ngày càng tăng về thông tin nhanh chóng, chi phí thấp và độ tin cậy cao trong thế giới ngày nay, cảm biến tiếp xúc - các thiết bị giá rẻ và dễ sử dụng để giám sát trong thời gian ngắn hoặc đo một lần - trở nên ngày càng quan trọng. Bằng cách sử dụng loại cảm biến này, thông tin phân tích quan trọng có thể được thu thập bởi bất kỳ ai, ở bất kỳ đâu và bất kỳ thời điểm nào, mà không cần hiệu chỉnh và không cần lo lắng về sự ô nhiễm.

## Phân loại lỗi đo lường

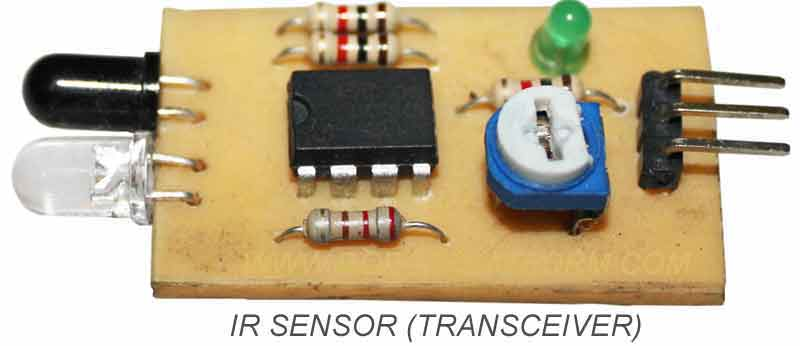
Cảm biến hồng ngoại

Một cảm biến tốt tuân theo các quy tắc sau đây:
- Nó nhạy cảm với thuộc tính được đo lường.
- Nó không nhạy cảm đến bất kỳ thuộc tính nào khác có thể gặp trong ứng dụng của nó.
- Nó không ảnh hưởng đến thuộc tính được đo lường.

Hầu hết các cảm biến có một hàm chuyển đổi tuyến tính. Độ nhạy được xác định là tỷ lệ giữa tín hiệu đầu ra và thuộc tính được đo lường. Ví dụ, nếu một cảm biến đo nhiệt độ và có đầu ra là điện áp, thì độ nhạy là một hằng số với đơn vị [V/K]. Độ nhạy là độ dốc của hàm chuyển đổi. Để chuyển đổi đầu ra điện của cảm biến (ví dụ V) sang đơn vị được đo lường (ví dụ K), ta cần chia đầu ra điện cho độ dốc (hoặc nhân với nghịch đảo của nó). Ngoài ra, thường cần thêm hoặc trừ một giá trị điều chỉnh. Ví dụ, nếu 0 V đầu ra tương ứng với nhiệt độ -40 °C, ta phải cộng thêm -40 vào đầu ra.
Để tín hiệu cảm biến tương tự được xử lý hoặc sử dụng trong thiết bị kỹ thuật số, nó cần được chuyển đổi thành tín hiệu kỹ thuật số bằng cách sử dụng một bộ chuyển đổi tương tự-số.

### Độ lệch của cảm biến
Vì cảm biến không thể tái tạo chính xác một chức năng chuyển đổi lý tưởng, nên có một số loại độ lệch có thể xảy ra và giới hạn độ chính xác của cảm biến:
- Vì phạm vi tín hiệu đầu ra luôn bị giới hạn, tín hiệu đầu ra sẽ đạt đến giá trị tối thiểu hoặc tối đa khi thuộc tính được đo vượt quá giới hạn. Phạm vi đầy đủ xác định các giá trị tối đa và tối thiểu của thuộc tính được đo. [cần dẫn nguồn]
- Độ nhạy thực tế có thể khác với giá trị đã xác định. Đây được gọi là lỗi độ nhạy. Đây là một lỗi trong độ dốc của chức năng chuyển đổi tuyến tính.
- Nếu tín hiệu đầu ra khác với giá trị chính xác một lượng hằng số, cảm biến có lỗi lệch hoặc bias. Đây là một lỗi trong độ chệch gốc của chức năng chuyển đổi tuyến tính.
- Không tuyến tính là sự lệch của chức năng chuyển đổi của cảm biến so với chức năng chuyển đổi tuyến tính. Thông thường, điều này được xác định bằng mức độ khác biệt giữa tín hiệu đầu ra và hành vi lý tưởng trên toàn phạm vi của cảm biến, thường được ghi nhận dưới dạng phần trăm của phạm vi đầy đủ.
- Độ lệch gây ra bởi sự thay đổi nhanh của thuộc tính được đo theo thời gian là một lỗi động học. Thường, hành vi này được mô tả bằng một đồ thị Bode hiển thị lỗi độ nhạy và pha trục khi là một hàm số của tần số của tín hiệu đầu vào tuần hoàn.
- Nếu tín hiệu đầu ra thay đổi chậm độc lập với thuộc tính được đo, điều này được xác định là trôi. Trôi dài hạn trong vài tháng hoặc năm được gây ra bởi sự thay đổi vật lý trong cảm biến.
- Nhiễu là sự lệch ngẫu nhiên của tín hiệu biến thiên theo thời gian.
- Một lỗi hysteresis gây ra giá trị đầu ra thay đổi tùy thuộc vào các giá trị đầu vào trước đó. Nếu đầu ra của một cảm biến khác nhau tùy thuộc vào việc đạt giá trị đầu vào cụ thể bằng cách tăng hoặc giảm đầu vào, thì cảm biến có lỗi hysteresis.
- Nếu cảm biến có đầu ra kỹ thuật số, đầu ra thực chất là xấp xỉ thuộc tính được đo. Lỗi này còn được gọi là lỗi quantization.
- Nếu tín hiệu được giám sát kỹ thuật số, tần số lấy mẫu có thể gây ra lỗi động học, hoặc nếu biến số đầu vào hoặc nhiễu được thêm thay đổi định kỳ ở một tần số gần gấp đôi tần số lấy mẫu, lỗi aliasing có thể xảy ra.
- Cảm biến có thể một phần nhạy cảm đối với các thuộc tính khác ngoài thuộc tính được đo. Ví dụ, hầu hết các cảm biến bị ảnh hưởng bởi nhiệt độ của môi trường xung quanh.

Tất cả các độ lệch này có thể được phân loại là lỗi hệ thống hoặc lỗi ngẫu nhiên. Các lỗi hệ thống có thể được bù đắp bằng cách sử dụng một loại chiến lược hiệu chuẩn. Nhiễu là một lỗi ngẫu nhiên có thể được giảm bằng xử lý tín hiệu, chẳng hạn như lọc, thường là với sự đánh đổi về hành vi động của cảm biến.

### Độ phân giải
Độ phân giải của cảm biến hoặc độ phân giải đo lường là sự thay đổi nhỏ nhất có thể phát hiện được trong đại lượng đang được đo. Độ phân giải của một cảm biến với đầu ra kỹ thuật số thường là độ phân giải số của đầu ra kỹ thuật số. Độ phân giải liên quan đến độ lặp lại của quá trình đo, nhưng chúng không phải là cùng một điều. Độ chính xác của một cảm biến có thể tồi hơn nhiều so với độ phân giải của nó.
- Ví dụ, độ phân giải khoảng cách là khoảng cách tối thiểu có thể đo chính xác bằng bất kỳ thiết bị đo đạc khoảng cách nào. Trong một camera thời gian bay, độ phân giải khoảng cách thường bằng độ lệch chuẩn (nhiễu tổng) của tín hiệu được biểu diễn trong đơn vị độ dài.
- Cảm biến có thể một phần nhạy cảm đối với các thuộc tính khác ngoài thuộc tính đang được đo. Ví dụ, hầu hết các cảm biến bị ảnh hưởng bởi nhiệt độ của môi trường xung quanh.

## Cảm biến hóa học
Một cảm biến hóa học là một thiết bị phân tích tự chứa có thể cung cấp thông tin về thành phần hóa học của môi trường xung quanh nó, tức là một chất lỏng hoặc một pha khí. Thông tin được cung cấp dưới dạng một tín hiệu vật lý có thể đo lường, liên quan đến nồng độ của một loại chất hóa học cụ thể (gọi là chất phân tích). Hai bước chính được liên quan đến hoạt động của một cảm biến hóa học, đó là công nhận và chuyển đổi tín hiệu. Trong bước công nhận, các phân tử chất phân tích tương tác một cách chọn lọc với các phân tử receptor hoặc các vị trí được bao gồm trong cấu trúc của phần công nhận của cảm biến. Kết quả, một tham số vật lý đặc trưng thay đổi và sự thay đổi này được báo cáo thông qua một bộ chuyển đổi tích hợp tạo ra tín hiệu đầu ra.
Một cảm biến hóa học dựa trên vật liệu công nhận có tính chất sinh học là một cảm biến sinh học. Tuy nhiên, khi vật liệu biomimetik tổng hợp được sử dụng một phần để thay thế vật liệu công nhận sinh học, sự phân biệt rõ ràng giữa một cảm biến sinh học và một cảm biến hóa học tiêu chuẩn là không cần thiết. Các vật liệu biomimetik điển hình được sử dụng trong phát triển cảm biến là các polymer được tổ chức phân tử hóa và aptamer.

## Cảm biến sinh học
Trong lĩnh vực y sinh học và công nghệ sinh học, các cảm biến phát hiện chất phân tích nhờ vào thành phần sinh học như tế bào, protein, axit nucleic hoặc các polymer biorônmô được gọi là cảm biến sinh học.
Trong khi đó, một cảm biến không sinh học, ngay cả hợp chất hữu cơ (hợp chất carbon), dùng cho chất phân tích sinh học được gọi là cảm biến hoặc cảm biến vi nhỏ. Thuật ngữ này áp dụng cho cả ứng dụng in vitro và in vivo.
Việc bao bọc thành phần sinh học trong cảm biến sinh học mang đến một vấn đề khác biệt so với cảm biến thông thường; điều này có thể được thực hiện bằng cách sử dụng một rào cản bán thẩm thấu, chẳng hạn như màng lọc thẩm thấu hoặc một gel hydro hoặc một ma trận polymer 3D, mà một cách vật lý hạn chế macromolecule cảm biến hoặc một cách hóa học ràng buộc macromolecule bằng cách gắn nó vào khung xương.

## Cảm biến tương tự não thần kinh
Vanarse, Anup; Osseiran, Adam; Rassau, Alexander (2016). "A Review of Current Neuromorphic Approaches for Vision, Auditory, and Olfactory Sensors". Frontiers in Neuroscience. Quyển 10. tr. 115. doi:10.3389/fnins.2016.00115. PMC 4809886. PMID 27065784.
Các cảm biến tương tự não thần kinh là các cảm biến mô phỏng cấu trúc và chức năng của các đơn vị thần kinh sinh học. Một ví dụ điển hình là camera sự kiện.

### Cảm biến MOS
Công nghệ kim-loại-oxit-bán dẫn (MOS) bắt nguồn từ MOSFET (transistor hiệu ứng trường MOS, hoặc transistor MOS) được phát minh bởi Mohamed M. Atalla và Dawon Kahng vào năm 1959 và được thử nghiệm vào năm 1960. Cảm biến MOSFET (cảm biến MOS) đã được phát triển sau đó và từ đó đã được sử dụng rộng rãi để đo các thông số vật lý, hóa học, sinh học và môi trường.
Trong những năm gần đây, đã có nghiên cứu quan trọng về cảm biến khí MOS (Chất bán dẫn oxit kim loại), đặc biệt là các cảm biến ở kích thước từ 1 đến 90 nanomet. Những cảm biến này thể hiện các đặc tính phụ thuộc vào kích thước, với sự gia tăng đáng kể về tỷ lệ diện tích bề mặt trên thể tích khi kích thước vật liệu giảm. Kích thước và tính chất hình học của vật liệu cũng tác động đến chuyển động của các electron và lỗ trống trong vật liệu nano.
Nhiều loại cảm biến khí khác nhau đã xuất hiện, bao gồm cảm biến loại xúc tác, loại điện hóa và loại MOS, mỗi loại dựa trên cơ chế và vật liệu cảm biến riêng biệt. Trong số này, cảm biến MOS nổi bật nhờ cấu trúc và tính chất vật lý và hóa học độc đáo. Chúng có khả năng hiệu suất cao, có khả năng phát hiện các loại khí ngay cả ở phạm vi phần nghìn tỷ (ppt), trong khi các loại cảm biến khác thường hoạt động ở phạm vi phần tỷ (ppb) hoặc phần triệu (ppm).
Các vật liệu cảm biến MOS thường được sử dụng bao gồm ZnO, SnO2, MoO3, TiO2, WO3, NiO và Cu2O. Ngoài ra, cảm biến MOS thể hiện độ ổn định và thời gian phản hồi tốt hơn trong điều kiện môi trường khắc nghiệt hoặc nhiệt độ cao, khiến chúng phù hợp cho các ứng dụng thực tế. Hơn nữa, sự phổ biến của chúng trên thị trường được thúc đẩy bởi chi phí sản xuất thấp và quy trình sản xuất dễ dàng.

### Cảm biến sinh hóa
Một số cảm biến MOSFET đã được phát triển để đo các thông số vật lý, hóa học, sinh học và môi trường. Các cảm biến MOSFET sớm nhất bao gồm transistor hiệu ứng trường cổ mở (OGFET) được giới thiệu bởi Johannessen vào năm 1970, ISFET (transistor hiệu ứng trường nhạy ion) được phát minh bởi Piet Bergveld vào năm 1970, ADFET (transistor hiệu ứng trường hấp phụ) được cấp bằng sáng chế bởi P.F. Cox vào năm 1974 và transistor MOSFET nhạy với hydro được chứng minh bởi I. Lundstrom, M.S. Shivaraman, C.S. Svenson và L. Lundkvist vào năm 1975. ISFET là một loại đặc biệt của MOSFET với một cổ ở một khoảng cách nhất định, và cổ kim được thay thế bằng một màng nhạy ion, dung dịch điện giải và điện cực tham chiếu. ISFET được sử dụng rộng rãi trong các ứng dụng y sinh học, như phát hiện ghép ADN, phát hiện chất chỉ định từ máu, phát hiện kháng thể, đo lường glucose, đo pH và công nghệ di truyền.
Đến giữa những năm 1980, nhiều cảm biến MOSFET khác đã được phát triển, bao gồm cảm biến khí FET (GASFET), cảm biến truy cập bề mặt FET (SAFET), transistor dòng điện (CFT), cảm biến áp suất FET (PRESSFET), transistor hiệu ứng trường hóa học (ChemFET), ISFET tham chiếu (REFET), cảm biến FET sinh học (BioFET), cảm biến FET được sửa đổi bằng enzym (ENFET) và cảm biến FET được sửa đổi theo cách miễn dịch (IMFET). Đầu những năm 2000, các loại BioFET như transistor hiệu ứng trường gen (DNAFET), transistor FET được sửa đổi gen (GenFET) và BioFET tiềm thức tế bào (CPFET) đã được phát triển.

### Cảm biến hình ảnh
Công nghệ MOS là cơ sở cho các cảm biến hình ảnh hiện đại, bao gồm thiết bị CCD (charge-coupled device - thiết bị nối tiếp sạc) và cảm biến CMOS active-pixel sensor (CMOS sensor), được sử dụng trong công nghệ ảnh số và máy ảnh số. Willard Boyle và George E. Smith đã phát triển CCD vào năm 1969. Trong quá trình nghiên cứu quá trình MOS, họ nhận ra rằng điện tích là tương tự của bong bóng từ tính và nó có thể được lưu trữ trên một tụ điện MOS nhỏ. Vì khá dễ dàng để chế tạo một chuỗi tụ điện MOS liên tiếp, họ đã kết nối một điện áp phù hợp để điện tích có thể chuyển từ một tụ điện sang tụ điện kế tiếp. CCD là một mạch bán dẫn sau đó được sử dụng trong các máy ảnh video số đầu tiên cho phát sóng truyền hình.
Cảm biến hình ảnh MOS active-pixel sensor (APS) được phát triển bởi Tsutomu Nakamura tại Olympus vào năm 1985. Cảm biến CMOS active-pixel sensor sau đó được phát triển bởi Eric Fossum và nhóm của ông vào đầu những năm 1990.
Cảm biến hình ảnh MOS được sử dụng rộng rãi trong công nghệ chuột quang. Chuột quang đầu tiên, được phát minh bởi Richard F. Lyon tại Xerox vào năm 1980, sử dụng một chip cảm biến NMOS có quá trình 5 µm. Từ khi ra mắt chuột quang thương mại đầu tiên, IntelliMouse vào năm 1999, hầu hết các thiết bị chuột quang sử dụng cảm biến CMOS.

### Các cảm biến giám sát

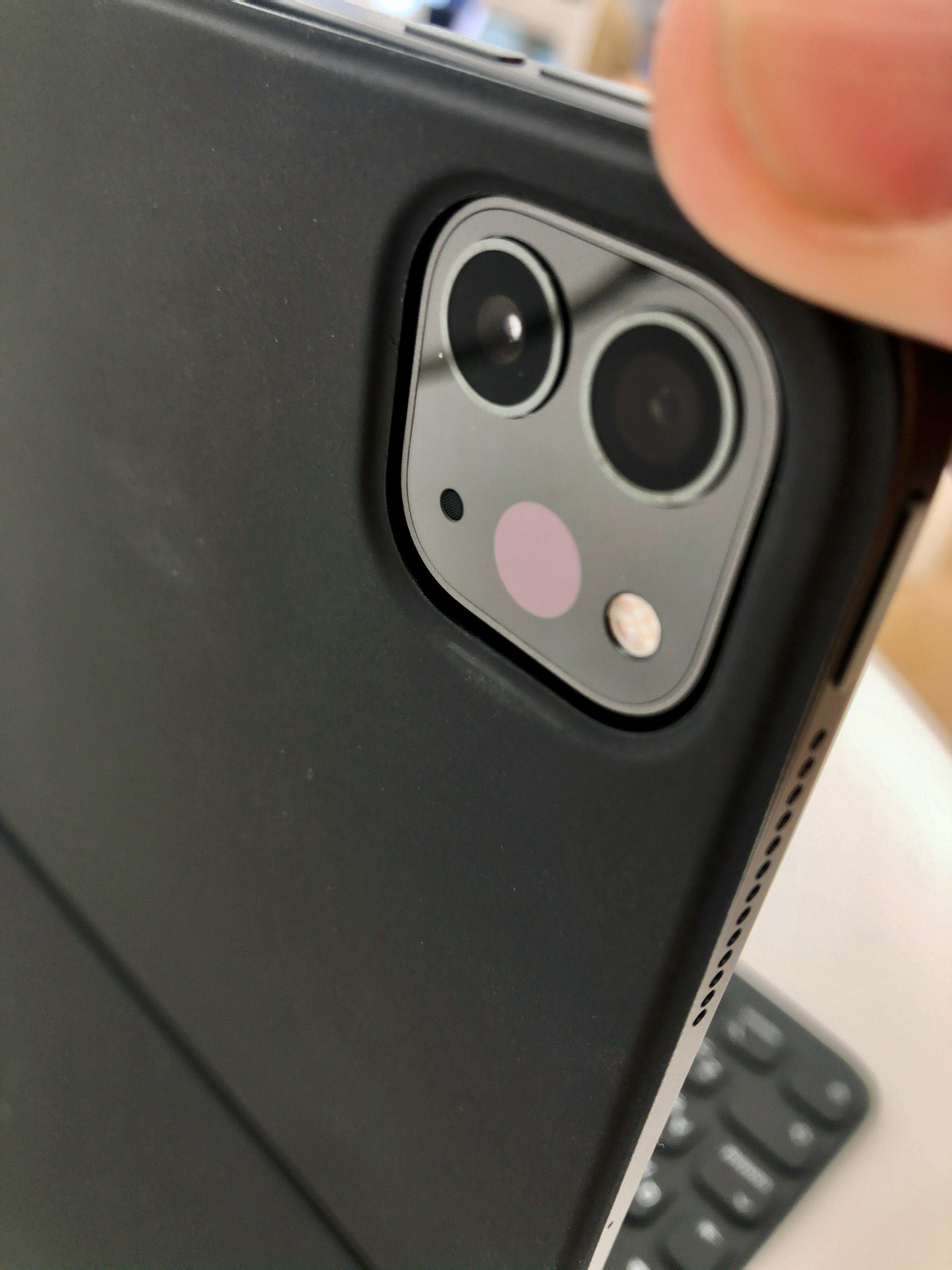
Cảm biến Lidar trên iPad Pro

Các cảm biến giám sát MOS được sử dụng cho giám sát nhà ở, giám sát văn phòng và nông nghiệp, giám sát giao thông (bao gồm tốc độ xe, tắc nghẽn giao thông, và tai nạn giao thông), giám sát thời tiết (như mưa, gió, sét và bão), giám sát quốc phòng, và giám sát nhiệt độ, độ ẩm, ô nhiễm không khí, cháy, sức khỏe, bảo mật và điều khiển ánh sáng. Các cảm biến giám sát khí MOS được sử dụng để phát hiện khí carbon monoxide (CO), sulfur dioxide (SO2), hydrogen sulfide (H2S), ammonia (NH3), và các chất khí khác. Các cảm biến MOS khác bao gồm các cảm biến thông minh, Cảm biến đo mức và công nghệ mạng cảm biến không dây (WSN).